# Gotyzm
Gotyzm – nurt narodowo-kulturowy w Szwecji, według którego Szwedzi wywodzili się od średniowiecznego germańskiego plemienia Gotów. Obecnie w Szwecji hipotezę stojącą za tym prądem uważa się za sztandarowy przykład fałszywej teorii.
Teoria ta pojawiła się już w średniowiecznych kronikach szwedzkich i została podjęta przez takie czołowe postacie szwedzkiej kultury jak: Johannes Magnus, Georg Stiernhielm czy Olof Rudbeck.
Nurt ten nieco osłabł na sile w XVIII wieku, jednak z pojawieniem się gotycyzmu w kulturze europejskiej i tendencji romantycznych na nowo zyskał na znaczeniu.